# قانون دارسی

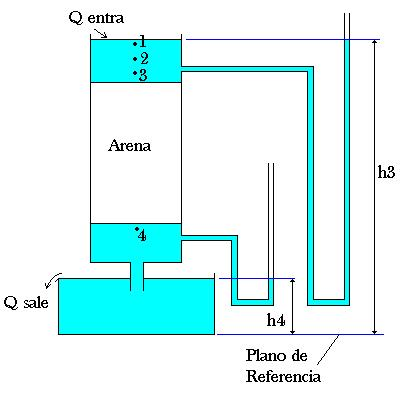
نمایی از طرح‌وساختار آزمایش قانون دارسی

قانون دارسی (به انگلیسی: Darcy's law) جریان آب از میان یک محیط متخلخل را توصیف می‌کند. این قانون توسط هنری دارسی بر پایهٔ نتایج مطالعات آزمایشگاهی بر روی جریان آب گذرنده از میان یک ستون ماسه‌ای فرمول‌بندی شده‌است.

## توصیف
دبی یا گذر حجمی جریان عبارت است از حجم آبی که در واحد زمان از یک سطح مقطع عمود برجریان می‌گذرد.
{\displaystyle Q=-K.A.{\frac {dH}{dL}}}
- Q:دبی یا گذر دهی جریان آب
- V:سرعت دارسی
- A:مساحت سطح مقطع
- dH/dL:گرادیان هیدرولیکی
- K: هدایت هیدرولیکی

این معادله در هیدروژئولوژی به‌طور گسترده‌ای برای توصیف حرکت آب‌های زیرزمینی در آبخوان به کار می‌رود.
- شیب هیدرولیکی که با I نشان داده می‌شود برابر است باdL/dH.
- V نیز برابر است با KI در این صورت می‌توان نوشت که: Q=AV

### حدود اعتبار قانون دارسی
معادلهٔ دارسی تنها در شرایطی که جریان آب از نوع لایه ای یا آرام است، اعتبار دارد. قانون دارسی در محاسبه سرعت آب‌های زیر زمینی کاربرد بیشتری دارد.
در رودخانه ها و روان آبهای سطحی، سرعت جریان آب در کف و کناره ها به علت اصطکاک با بستر و دیواره ها کمتر است. همچنین سرعت جریان آب در سطح، به علت اصطکاک با مولکول های هوا و جریان باد اندکی کاهش می یابد و در اصل بیشترین سرعت آب رودخانه یا روان آب در مرکز و نزدیک سطح آب است. به همین دلیل نمی توان به درستی از قانون دارسی در محاسبه دقیق حجم آب عبوری از یک مقطع کانال رودخانه یا روان آب استفاده نمود. زیرا این اختلاف سرعت آب در نقاط مختلف از سطح مقطع، باعث می شود در حالیکه از مرکز سطح مقطع، حجم بیشتری آب در واحد زمان عبور می کند، اما در همان زمان، از سطح، کف و کناره ها، حجم کمتری از آب در حال عبور باشد و این موضوع محاسبات دقیق را به شدت تحت تأثیر قرار می دهد.
اما در آب های زیرزمینی به دلیل سرعت کم و جریان نسبتاً یکنواخت عبور آب در لایه های نفوذپذیر، می توان گفت سرعت آب در تمام نقاط سطح مقطع تقریباً یکسان است و می شود از قانون دارسی برای محاسبه آبدهی لایه آبدار به خوبی استفاده نمود.
در نهایت باید گفت در طبیعت و در حالیکه کنترل خیلی از پارامترها از دسترس ما خارج است، هیچگاه نمی توان ادعا کرد که اعداد و ارقام به دست آمده توسط ما کاملاً دقیق و بدون نقص است. محاسبات ما تنها در شرایط آزمایشگاهی و در حالیکه تمام پارامترها تحت کنترل ما هستند می تواند دقیق و بدون نقص باشد.